# Kvalspelet till Europamästerskapet i fotboll 2012 (grupp C)
Grupp C i kvalspelet till Europamästerskapet i fotboll 2012 är en kvalificeringsgrupp till Europamästerskapet i fotboll 2012.
I gruppen spelar Estland, Färöarna, Italien, Nordirland, Serbien och Slovenien.

## Tabell
| Nr | Lag        | S  | V | O | F | GM | IM | MS  | P  |
| -- | ---------- | -- | - | - | - | -- | -- | --- | -- |
| 1  | Italien    | 10 | 8 | 2 | 0 | 20 | 2  | +18 | 26 |
| 2  | Estland    | 10 | 5 | 1 | 4 | 15 | 14 | +1  | 16 |
| 3  | Serbien    | 10 | 4 | 3 | 3 | 13 | 12 | +1  | 15 |
| 4  | Slovenien  | 10 | 4 | 2 | 4 | 11 | 7  | +4  | 14 |
| 5  | Nordirland | 10 | 2 | 3 | 5 | 9  | 13 | −4  | 9  |
| 6  | Färöarna   | 10 | 1 | 1 | 8 | 6  | 26 | −20 | 4  |

## Resultat
|  | 11 augusti 2010 | Estland                  | 2 – 1   | Färöarna       | A. Le Coq Arena, Tallinn                               |                                                        |
|  |                 | Saag 90+1′ Piiroja 90+3′ | Rapport | 28′ Edmundsson | Publik: 5 470 Domare: Vučemilović-Šimunović (Kroatien) | Publik: 5 470 Domare: Vučemilović-Šimunović (Kroatien) |
|  |                 |                          |         |                | Publik: 5 470 Domare: Vučemilović-Šimunović (Kroatien) | Publik: 5 470 Domare: Vučemilović-Šimunović (Kroatien) |
|  |                 |                          |         |                | Publik: 5 470 Domare: Vučemilović-Šimunović (Kroatien) | Publik: 5 470 Domare: Vučemilović-Šimunović (Kroatien) |

|  | 3 september 2010 | Slovenien | 0 – 1   | Nordirland   | Stadion Ljudski vrt, Maribor                     |                                                  |
|  |                  |           | Rapport | 70′ C. Evans | Publik: 12 000 Domare: Cristian Balaj (Rumänien) | Publik: 12 000 Domare: Cristian Balaj (Rumänien) |
|  |                  |           |         |              | Publik: 12 000 Domare: Cristian Balaj (Rumänien) | Publik: 12 000 Domare: Cristian Balaj (Rumänien) |
|  |                  |           |         |              | Publik: 12 000 Domare: Cristian Balaj (Rumänien) | Publik: 12 000 Domare: Cristian Balaj (Rumänien) |

|  | 3 september 2010 | Estland    | 1 – 2   | Italien                 | A. Le Coq Arena, Tallinn                                |                                                         |
|  |                  | Zenjov 31′ | Rapport | 60′ Cassano 63′ Bonucci | Publik: 8 600 Domare: Carlos Velasco Carballo (Spanien) | Publik: 8 600 Domare: Carlos Velasco Carballo (Spanien) |
|  |                  |            |         |                         | Publik: 8 600 Domare: Carlos Velasco Carballo (Spanien) | Publik: 8 600 Domare: Carlos Velasco Carballo (Spanien) |
|  |                  |            |         |                         | Publik: 8 600 Domare: Carlos Velasco Carballo (Spanien) | Publik: 8 600 Domare: Carlos Velasco Carballo (Spanien) |

|  | 3 september 2010 | Färöarna | 0 – 3   | Serbien                               | Tórsvøllur, Tórshavn                               |                                                    |
|  |                  |          | Rapport | 14′ Lazović 18′ Stanković 90+1′ Žigić | Publik: 1 847 Domare: Albert Toussaint (Luxemburg) | Publik: 1 847 Domare: Albert Toussaint (Luxemburg) |
|  |                  |          |         |                                       | Publik: 1 847 Domare: Albert Toussaint (Luxemburg) | Publik: 1 847 Domare: Albert Toussaint (Luxemburg) |
|  |                  |          |         |                                       | Publik: 1 847 Domare: Albert Toussaint (Luxemburg) | Publik: 1 847 Domare: Albert Toussaint (Luxemburg) |

|  | 7 september 2010 | Italien                                                           | 5 – 0   | Färöarna | Stadio Artemio Franchi, Florens                      |                                                      |
|  |                  | Gilardino 11′ De Rossi 22′ Cassano 27′ Quagliarella 81′ Pirlo 90′ | Rapport |          | Publik: 19 266 Domare: Aleksej Kulbaov (Vitryssland) | Publik: 19 266 Domare: Aleksej Kulbaov (Vitryssland) |
|  |                  |                                                                   |         |          | Publik: 19 266 Domare: Aleksej Kulbaov (Vitryssland) | Publik: 19 266 Domare: Aleksej Kulbaov (Vitryssland) |
|  |                  |                                                                   |         |          | Publik: 19 266 Domare: Aleksej Kulbaov (Vitryssland) | Publik: 19 266 Domare: Aleksej Kulbaov (Vitryssland) |

|  | 7 september 2010 | Serbien   | 1 – 1   | Slovenien     | Stadion Crvena Zvezda, Belgrad                         |                                                        |
|  |                  | Žigić 86′ | Rapport | 63′ Novaković | Publik: 24 028 Domare: Olegário Benquerença (Portugal) | Publik: 24 028 Domare: Olegário Benquerença (Portugal) |
|  |                  |           |         |               | Publik: 24 028 Domare: Olegário Benquerença (Portugal) | Publik: 24 028 Domare: Olegário Benquerença (Portugal) |
|  |                  |           |         |               | Publik: 24 028 Domare: Olegário Benquerença (Portugal) | Publik: 24 028 Domare: Olegário Benquerença (Portugal) |

|  | 8 oktober 2010 | Serbien   | 1 – 3   | Estland                                    | Stadion Partizana, Belgrad                         |                                                    |
|  |                | Žigić 60′ | Rapport | 63′ Kink 73′ Vassiljev 90+1′ (sjm.)Luković | Publik: 12 000 Domare: Maksim Lajusjkin (Ryssland) | Publik: 12 000 Domare: Maksim Lajusjkin (Ryssland) |
|  |                |           |         |                                            | Publik: 12 000 Domare: Maksim Lajusjkin (Ryssland) | Publik: 12 000 Domare: Maksim Lajusjkin (Ryssland) |
|  |                |           |         |                                            | Publik: 12 000 Domare: Maksim Lajusjkin (Ryssland) | Publik: 12 000 Domare: Maksim Lajusjkin (Ryssland) |

|  | 8 oktober 2010 | Nordirland | 0 – 0   | Italien | Windsor Park, Belfast                           |                                                 |
|  |                |            | Rapport |         | Publik: 15 200 Domare: Tony Chapron (Frankrike) | Publik: 15 200 Domare: Tony Chapron (Frankrike) |
|  |                |            |         |         | Publik: 15 200 Domare: Tony Chapron (Frankrike) | Publik: 15 200 Domare: Tony Chapron (Frankrike) |
|  |                |            |         |         | Publik: 15 200 Domare: Tony Chapron (Frankrike) | Publik: 15 200 Domare: Tony Chapron (Frankrike) |

|  | 8 oktober 2010 | Slovenien                                           | 5 – 1   | Färöarna        | Stadion Stožice, Ljubljana                           |                                                      |
|  |                | Matavž 25′, 36′, 66′ Novakovič 72′ (str.) Dedič 84′ | Rapport | 90+3′ Mouritsen | Publik: 16 750 Domare: Stanislav Todorov (Bulgarien) | Publik: 16 750 Domare: Stanislav Todorov (Bulgarien) |
|  |                |                                                     |         |                 | Publik: 16 750 Domare: Stanislav Todorov (Bulgarien) | Publik: 16 750 Domare: Stanislav Todorov (Bulgarien) |
|  |                |                                                     |         |                 | Publik: 16 750 Domare: Stanislav Todorov (Bulgarien) | Publik: 16 750 Domare: Stanislav Todorov (Bulgarien) |

|  | 12 oktober 2010 | Italien | 3 – 0   | Serbien | Stadio Luigi Ferraris, Genua      |                                   |
|  |                 |         | Rapport |         | Domare: Craig Thomson (Skottland) | Domare: Craig Thomson (Skottland) |
|  |                 |         |         |         | Domare: Craig Thomson (Skottland) | Domare: Craig Thomson (Skottland) |
|  |                 |         |         |         | Domare: Craig Thomson (Skottland) | Domare: Craig Thomson (Skottland) |

|  | 12 oktober 2010 | Estland | 0 – 1   | Slovenien             | A. Le Coq Arena, Tallinn                     |                                              |
|  |                 |         | Rapport | 66′ (sjm.) Sidorenkov | Publik: 5 772 Domare: Tommy Skjerven (Norge) | Publik: 5 772 Domare: Tommy Skjerven (Norge) |
|  |                 |         |         |                       | Publik: 5 772 Domare: Tommy Skjerven (Norge) | Publik: 5 772 Domare: Tommy Skjerven (Norge) |
|  |                 |         |         |                       | Publik: 5 772 Domare: Tommy Skjerven (Norge) | Publik: 5 772 Domare: Tommy Skjerven (Norge) |

|  | 12 oktober 2010 | Färöarna  | 1 – 1   | Nordirland   | Svangaskarð, Toftir                              |                                                  |
|  |                 | Holst 60′ | Rapport | 76′ Lafferty | Publik: 1 921 Domare: Cyril Zimmermann (Schweiz) | Publik: 1 921 Domare: Cyril Zimmermann (Schweiz) |
|  |                 |           |         |              | Publik: 1 921 Domare: Cyril Zimmermann (Schweiz) | Publik: 1 921 Domare: Cyril Zimmermann (Schweiz) |
|  |                 |           |         |              | Publik: 1 921 Domare: Cyril Zimmermann (Schweiz) | Publik: 1 921 Domare: Cyril Zimmermann (Schweiz) |

|  | 25 mars 2011 | Serbien                | 2 – 1   | Nordirland  | Stadion Crvena Zvezda, Belgrad               |                                              |
|  |              | Pantelić 65′ Tošić 74′ | Rapport | 40′ McAuley | Publik: 350 Domare: Serge Gumienny (Belgien) | Publik: 350 Domare: Serge Gumienny (Belgien) |
|  |              |                        |         |             | Publik: 350 Domare: Serge Gumienny (Belgien) | Publik: 350 Domare: Serge Gumienny (Belgien) |
|  |              |                        |         |             | Publik: 350 Domare: Serge Gumienny (Belgien) | Publik: 350 Domare: Serge Gumienny (Belgien) |

|  | 25 mars 2011 | Slovenien | 0 – 1   | Italien   | Stadion Stožice, Ljubljana                    |                                               |
|  |              |           | Rapport | 73′ Motta | Publik: 15 790 Domare: Felix Brych (Tyskland) | Publik: 15 790 Domare: Felix Brych (Tyskland) |
|  |              |           |         |           | Publik: 15 790 Domare: Felix Brych (Tyskland) | Publik: 15 790 Domare: Felix Brych (Tyskland) |
|  |              |           |         |           | Publik: 15 790 Domare: Felix Brych (Tyskland) | Publik: 15 790 Domare: Felix Brych (Tyskland) |

|  | 29 mars 2011 | Nordirland | 0 – 0   | Slovenien | Windsor Park, Belfast                                |                                                      |
|  |              |            | Rapport |           | Publik: 14 200 Domare: Björn Kuipers (Nederländerna) | Publik: 14 200 Domare: Björn Kuipers (Nederländerna) |
|  |              |            |         |           | Publik: 14 200 Domare: Björn Kuipers (Nederländerna) | Publik: 14 200 Domare: Björn Kuipers (Nederländerna) |
|  |              |            |         |           | Publik: 14 200 Domare: Björn Kuipers (Nederländerna) | Publik: 14 200 Domare: Björn Kuipers (Nederländerna) |

|  | 29 mars 2011 | Estland       | 1 – 1   | Serbien      | A. Le Coq Arena, Tallinn                          |                                                   |
|  |              | Vassiljev 84′ | Rapport | 38′ Pantelić | Publik: 5 185 Domare: Bas Nijhuis (Nederländerna) | Publik: 5 185 Domare: Bas Nijhuis (Nederländerna) |
|  |              |               |         |              | Publik: 5 185 Domare: Bas Nijhuis (Nederländerna) | Publik: 5 185 Domare: Bas Nijhuis (Nederländerna) |
|  |              |               |         |              | Publik: 5 185 Domare: Bas Nijhuis (Nederländerna) | Publik: 5 185 Domare: Bas Nijhuis (Nederländerna) |

|  | 3 juni 2011 | Italien                           | 3 – 0   | Estland | Stadio Alberto Braglia, Modena                        |                                                       |
|  |             | Rossi 21′ Cassano 39′ Pazzini 68′ | Rapport |         | Publik: 19 434 Domare: Alexandru Dan Tudor (Rumänien) | Publik: 19 434 Domare: Alexandru Dan Tudor (Rumänien) |
|  |             |                                   |         |         | Publik: 19 434 Domare: Alexandru Dan Tudor (Rumänien) | Publik: 19 434 Domare: Alexandru Dan Tudor (Rumänien) |
|  |             |                                   |         |         | Publik: 19 434 Domare: Alexandru Dan Tudor (Rumänien) | Publik: 19 434 Domare: Alexandru Dan Tudor (Rumänien) |

|  | 3 juni 2011 | Färöarna | 0 – 2   | Slovenien                         | Svangaskarð, Toftir                            |                                                |
|  |             |          | Rapport | 29′ Matavž 47′ (sjm.) Baldvinsson | Publik: 974 Domare: Oliver Drachta (Österrike) | Publik: 974 Domare: Oliver Drachta (Österrike) |
|  |             |          |         |                                   | Publik: 974 Domare: Oliver Drachta (Österrike) | Publik: 974 Domare: Oliver Drachta (Österrike) |
|  |             |          |         |                                   | Publik: 974 Domare: Oliver Drachta (Österrike) | Publik: 974 Domare: Oliver Drachta (Österrike) |

|  | 7 juni 2011 | Färöarna                             | 2 – 0   | Estland | Svangaskarð, Toftir                           |                                               |
|  |             | Benjaminsen 43′ (str.) A. Hansen 47′ | Rapport |         | Publik: 1 715 Domare: Antti Munukka (Finland) | Publik: 1 715 Domare: Antti Munukka (Finland) |
|  |             |                                      |         |         | Publik: 1 715 Domare: Antti Munukka (Finland) | Publik: 1 715 Domare: Antti Munukka (Finland) |
|  |             |                                      |         |         | Publik: 1 715 Domare: Antti Munukka (Finland) | Publik: 1 715 Domare: Antti Munukka (Finland) |

|  | 10 augusti 2011 | Nordirland                           | 4 – 0   | Färöarna | Windsor Park, Belfast                                           |                                                                 |
|  |                 | Hughes 5′ Davis 66′ McCourt 71′, 87′ | Rapport |          | Publik: 13 183 Domare: Emir Alecković (Bosnien och Hercegovina) | Publik: 13 183 Domare: Emir Alecković (Bosnien och Hercegovina) |
|  |                 |                                      |         |          | Publik: 13 183 Domare: Emir Alecković (Bosnien och Hercegovina) | Publik: 13 183 Domare: Emir Alecković (Bosnien och Hercegovina) |
|  |                 |                                      |         |          | Publik: 13 183 Domare: Emir Alecković (Bosnien och Hercegovina) | Publik: 13 183 Domare: Emir Alecković (Bosnien och Hercegovina) |

|  | 2 september 2011 | Nordirland | 0 – 1   | Serbien      | Windsor Park, Belfast                               |                                                     |
|  |                  |            | Rapport | 67′ Pantelić | Publik: 15 148 Domare: Thomas Einwaller (Österrike) | Publik: 15 148 Domare: Thomas Einwaller (Österrike) |
|  |                  |            |         |              | Publik: 15 148 Domare: Thomas Einwaller (Österrike) | Publik: 15 148 Domare: Thomas Einwaller (Österrike) |
|  |                  |            |         |              | Publik: 15 148 Domare: Thomas Einwaller (Österrike) | Publik: 15 148 Domare: Thomas Einwaller (Österrike) |

|  | 2 september 2011 | Slovenien  | 1 – 2   | Estland                        | Stadion Stožice, Ljubljana                      |                                                 |
|  |                  | Matavž 78′ | Rapport | 29′ (str.) Vassiljev 81′ Purje | Publik: 15 480 Domare: Stephan Studer (Schweiz) | Publik: 15 480 Domare: Stephan Studer (Schweiz) |
|  |                  |            |         |                                | Publik: 15 480 Domare: Stephan Studer (Schweiz) | Publik: 15 480 Domare: Stephan Studer (Schweiz) |
|  |                  |            |         |                                | Publik: 15 480 Domare: Stephan Studer (Schweiz) | Publik: 15 480 Domare: Stephan Studer (Schweiz) |

|  | 2 september 2011 | Färöarna | 0 – 1   | Italien     | Tórsvøllur, Tórshavn                        |                                             |
|  |                  |          | Rapport | 11′ Cassano | Publik: 5 654 Domare: Tamás Bognar (Ungern) | Publik: 5 654 Domare: Tamás Bognar (Ungern) |
|  |                  |          |         |             | Publik: 5 654 Domare: Tamás Bognar (Ungern) | Publik: 5 654 Domare: Tamás Bognar (Ungern) |
|  |                  |          |         |             | Publik: 5 654 Domare: Tamás Bognar (Ungern) | Publik: 5 654 Domare: Tamás Bognar (Ungern) |

|  | 6 september 2011 | Italien     | 1 – 0   | Slovenien | Stadio Artemio Franchi, Florens                  |                                                  |
|  |                  | Pazzini 85′ | Rapport |           | Publik: 18 000 Domare: Svein Oddvar Moen (Norge) | Publik: 18 000 Domare: Svein Oddvar Moen (Norge) |
|  |                  |             |         |           | Publik: 18 000 Domare: Svein Oddvar Moen (Norge) | Publik: 18 000 Domare: Svein Oddvar Moen (Norge) |
|  |                  |             |         |           | Publik: 18 000 Domare: Svein Oddvar Moen (Norge) | Publik: 18 000 Domare: Svein Oddvar Moen (Norge) |

|  | 6 september 2011 | Serbien                               | 3 – 1   | Färöarna        | Stadion Partizana, Belgrad                         |                                                    |
|  |                  | Jovanović 6′ Tošić 22′ Kuzmanović 69′ | Rapport | 37′ Benjaminsen | Publik: 7 500 Domare: Arman Amirkhanyan (Armenien) | Publik: 7 500 Domare: Arman Amirkhanyan (Armenien) |
|  |                  |                                       |         |                 | Publik: 7 500 Domare: Arman Amirkhanyan (Armenien) | Publik: 7 500 Domare: Arman Amirkhanyan (Armenien) |
|  |                  |                                       |         |                 | Publik: 7 500 Domare: Arman Amirkhanyan (Armenien) | Publik: 7 500 Domare: Arman Amirkhanyan (Armenien) |

|  | 6 september 2011 | Estland                                 | 4 – 1   | Nordirland         | A. Le Coq Arena, Tallinn                          |                                                   |
|  |                  | Vunk 28′ Kink 32′ Zenjov 59′ Saag 90+3′ | Rapport | 40′ (sjm.) Piiroja | Publik: 8 660 Domare: Daniel Stålhammar (Sverige) | Publik: 8 660 Domare: Daniel Stålhammar (Sverige) |
|  |                  |                                         |         |                    | Publik: 8 660 Domare: Daniel Stålhammar (Sverige) | Publik: 8 660 Domare: Daniel Stålhammar (Sverige) |
|  |                  |                                         |         |                    | Publik: 8 660 Domare: Daniel Stålhammar (Sverige) | Publik: 8 660 Domare: Daniel Stålhammar (Sverige) |

|  | 7 oktober 2011 | Serbien      | 1 – 1   | Italien      | Stadion Crvena Zvezda, Belgrad                  |                                                 |
|  |                | Ivanović 26′ | Rapport | 1′ Marchisio | Publik: 35 000 Domare: Pedro Proença (Portugal) | Publik: 35 000 Domare: Pedro Proença (Portugal) |
|  |                |              |         |              | Publik: 35 000 Domare: Pedro Proença (Portugal) | Publik: 35 000 Domare: Pedro Proença (Portugal) |
|  |                |              |         |              | Publik: 35 000 Domare: Pedro Proença (Portugal) | Publik: 35 000 Domare: Pedro Proença (Portugal) |

|  | 7 oktober 2011 | Nordirland | 1 – 2   | Estland                   | Windsor Park, Belfast                          |                                                |
|  |                | Davis 22′  | Rapport | 77′ (str.), 84′ Vassiljev | Publik: 12 604 Domare: Manuel Gräfe (Tyskland) | Publik: 12 604 Domare: Manuel Gräfe (Tyskland) |
|  |                |            |         |                           | Publik: 12 604 Domare: Manuel Gräfe (Tyskland) | Publik: 12 604 Domare: Manuel Gräfe (Tyskland) |
|  |                |            |         |                           | Publik: 12 604 Domare: Manuel Gräfe (Tyskland) | Publik: 12 604 Domare: Manuel Gräfe (Tyskland) |

|  | 11 oktober 2011 | Italien                             | 3 – 0   | Nordirland | Stadio Adriatico, Pescara                            |                                                      |
|  |                 | Cassano 21′, 53′ McAuley 74′ (sjm.) | Rapport |            | Publik: 19 480 Domare: Antonio Mateu Lahoz (Spanien) | Publik: 19 480 Domare: Antonio Mateu Lahoz (Spanien) |
|  |                 |                                     |         |            | Publik: 19 480 Domare: Antonio Mateu Lahoz (Spanien) | Publik: 19 480 Domare: Antonio Mateu Lahoz (Spanien) |
|  |                 |                                     |         |            | Publik: 19 480 Domare: Antonio Mateu Lahoz (Spanien) | Publik: 19 480 Domare: Antonio Mateu Lahoz (Spanien) |

|  | 11 oktober 2011 | Slovenien   | 1 – 0   | Serbien | Stadion Ljudski vrt, Maribor                       |                                                    |
|  |                 | Vršič 45+1′ | Rapport |         | Publik: 9 848 Domare: Frank De Bleeckere (Belgien) | Publik: 9 848 Domare: Frank De Bleeckere (Belgien) |
|  |                 |             |         |         | Publik: 9 848 Domare: Frank De Bleeckere (Belgien) | Publik: 9 848 Domare: Frank De Bleeckere (Belgien) |
|  |                 |             |         |         | Publik: 9 848 Domare: Frank De Bleeckere (Belgien) | Publik: 9 848 Domare: Frank De Bleeckere (Belgien) |